# حشره‌خوار کوتوله بزرگ
 حشره‌خوار کوتوله بزرگ (نام علمی: Suncus lixus) نام یک گونه از سرده حشره‌خوارهای مشکین است.